# Provincia de Carelia
Carelia (en finés: Karjala, en sueco: Karelen) es una provincia histórica de Finlandia la cual se cedió en parte a Rusia después de la guerra de Invierno de 1939-1940. Los carelianos finlandeses incluyen a los habitantes actuales de Carelia del Septentrional y Meridional y los evacuados que aún sobreviven de los territorios cedidos. La actual Carelia finlandesa tiene 315 000 habitantes. Los más de 400 000 evacuados de los territorios cedidos se reasentaron en varias partes de Finlandia.
La Carelia finlandesa estuvo históricamente bajo influencia occidental, religiosa y políticamente, y estaba separada de Carelia oriental, que estuvo dominada por Nóvgorod y sus estados sucesores desde la Edad Media en adelante.

## Historia

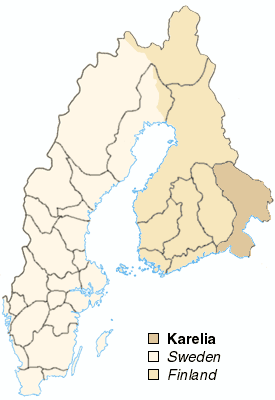
Carelia como provincia de Suecia.

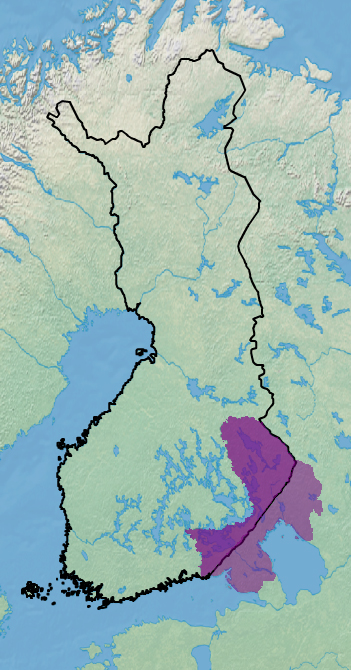
Área aproximada de la Carelia histórica comparada con las fronteras de la actual Finlandia.

Los primeros indicios de asentamiento humano en Carelia son del período mesolítico. El hallazgo más antiguo de la zona es la red Antrea de más de 9000 años de antigüedad, que es una red de pesca de sauce. El número de hallazgos del área es menor hacia el final de la Edad de Piedra. Los hallazgos arqueológicos de Carelia son relativamente raros entre los años 400-800. Desde el período merovingio en adelante, los hallazgos de Carelia muestran características distintivas de las influencias finlandesas occidentales que se han interpretado como resultado, al menos en parte, de una colonización.
Se conocen al menos 50 sitios de asentamientos de la Edad del Hierro y 40 fortificaciones en las montañas de Carelia. Según el registro arqueológico y los datos históricos, la mayoría de las colinas de Carelia se erigieron entre 1100 y 1323. La cultura particular de Carelia, que incluye hachas, broches y cultura ornamental, floreció aproximadamente entre los años 1000-1400.
Durante los siglos XII y XIII, los habitantes de Carelia lucharon contra los suecos y otras tribus finlandesas situadas en el poniente de Finlandia, como los tavastianos y los finlandeses propiamente dichos. Los carelianos fueron listados como aliados novgorodianos a mediados del siglo XII en las crónicas rusas. Los registros históricos describen a los carelianos saqueando Sigtuna en Suecia en 1187 y haciendo otra expedición en 1257 que llevó al papa Alejandro IV a convocar una cruzada contra los carelianos a pedido de Valdemar, el rey de Suecia. La tercera cruzada sueca, dirigida por el mariscal Torgils Knutsson tuvo lugar entre 1293 y 1295. Como resultado de la cruzada, las partes occidentales de Carelia cayeron bajo el dominio sueco y comenzó la construcción del Castillo de Víborg en el sitio del fuerte destruido de Carelia. Según la crónica de Erik, los suecos invasores conquistaron a 14 centenares de habitantes de Carelia durante la cruzada.
Las hostilidades entre Nóvgorod y el reino de Suecia continuaron en 1300 cuando una fuerza sueca atacó la desembocadura del río Nevá y construyó un fuerte cerca de la ubicación actual de San Petersburgo. El fuerte fue destruido al año siguiente por los novgorodianos. Los combates indecisos en 1321 y 1322 condujeron a negociaciones y paz por el tratado de Nöteborg, que por primera vez decidió la frontera entre Suecia y Nóvgorod. Suecia obtuvo territorio alrededor de Víborg, el istmo de Carelia occidental y Carelia Meridional; y Novgorod consiguió el istmo de Carelia oriental, Ingria, Ladoga Carelia, Carelia Septentrional y Carelia Oriental.
En 1617, Suecia se apoderó de la provincia de Kexholm (este del istmo de Carelia, Ladoga Carelia y Carelia del Norte) de Rusia. En 1634, Savonia y la antigua Carelia sueca se incorporaron a la provincia de Víborg y Nyslott. Después del tratado de Nystad en 1721, las partes orientales de la provincia de Viborg y Nyslott y la provincia de Kexholm fueron cedidas a Rusia. El resto de estas se incorporaron a la provincia de Kymmenegård y Nyslott. La parte sureste de esta provincia también fue cedida a Rusia en el tratado de Åbo de 1743. Después de la conquista en 1809 del resto de Finlandia, las ganancias rusas del siglo XVIII, llamadas «Vieja Finlandia», se unieron en 1812 al Gran Ducado de Finlandia como gesto de buena voluntad (ver provincia de Viipuri).
Una gran parte de la Carelia finlandesa fue cedida por Finlandia a la Unión Soviética en 1940 después de la agresión soviética conocida como la guerra de Invierno, cuando la nueva frontera se estableció cerca de la de 1721. Durante la guerra de Continuación de 1941-1944, la mayor parte del área cedida fue liberada por las tropas finlandesas, pero en 1944 fue nuevamente ocupada por el Ejército Rojo. Después de la guerra, los restos de la provincia de Viipuri se convirtieron en la provincia de Kymi. En 1997 la provincia se incorporó dentro de la provincia de Finlandia Meridional.
Carelia Occidental, como una provincia histórica de Suecia, era religiosa y políticamente distinta de las partes levantinas que estaban bajo la iglesia ortodoxa rusa. Tras la disolución de la Unión Soviética, el prolongado debate sobre el regreso de Carelia de Rusia resurgió en Finlandia.

## Habitantes

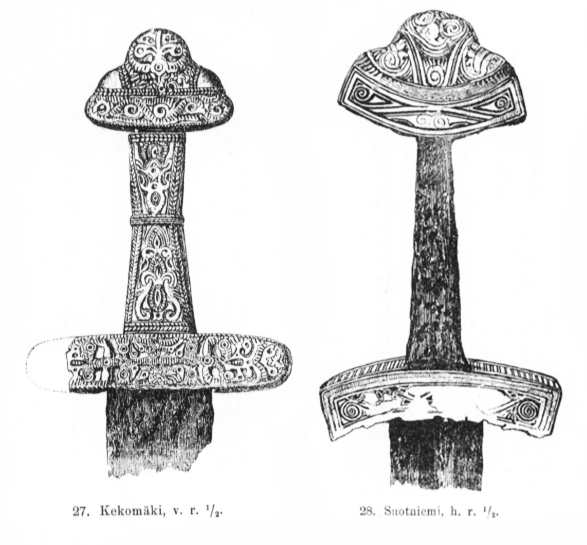
Dibujo de una espada careliana de la Edad del Hierro por Theodor Schwindt hecho en 1893, el cual había excavado antes en Käkisalmi.

Los habitantes de las provincias de Carelia históricamente pertenecientes a Finlandia son conocidos como carelianos. Confusamente, el mismo nombre se usa también para un grupo étnico estrechamente relacionado pero distinto que vive principalmente en Carelia Oriental, anteriormente también en algunos de los territorios que Finlandia cedió a la Unión Soviética en 1944. Los carelianos finlandeses incluyen a los habitantes actuales de Carelia del Septentrional y Meridional y los evacuados que aún sobreviven de los territorios cedidos. La actual Carelia finlandesa tiene 315 000 habitantes. Los más de 400 000 evacuados de los territorios cedidos fueron reubicados en varias partes de Finlandia. (El desplazamiento de los habitantes de Carelia finlandeses en 1940-1944 como resultado de las guerras de Invierno y de Continuación, según las estadísticas oficiales finlandesas, resultó en el número total de 415 000 evacuados de los territorios cedidos a la Unión Soviética, mientras que 5 000 carelianos finlandeses permanecieron en el Territorio controlado soviético).
Los carelianos finlandeses se consideran un subgrupo regional y cultural de los fineses étnicos. Hablan los dialectos orientales o sudorientales de la lengua finesa. Los finlandeses de Carelia también incluyen personas de origen o raíces de Carelia oriental, pero estos han sido asimilados lingüística y étnicamente con finlandeses estrechamente relacionados después de la Segunda Guerra Mundial. Sin embargo, la religión ortodoxa aún es mantenida por muchos finlandeses carelianos con antecedentes de Carelia Oriental, especialmente en Carelia del Norte; la mayoría de los carelianos finlandeses son predominantemente luteranos.

## Cultura

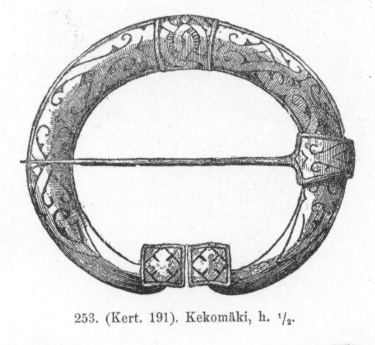
Dibujo de un broche careliano de la Edad del Hierro penannular broche por Theodor Schvindt en 1893.

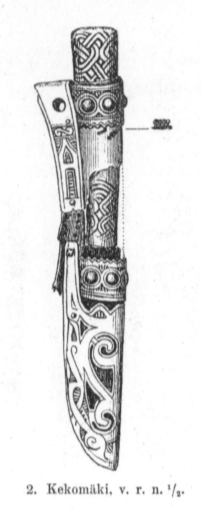
Dibujo de un cuchillo careliano de Edad del Hierro con un sheath hecho por Theodor Schvindt en 1893 ilustrando el excavado en Käkisalmi, Carelia.

La cultura tradicional de "Ladoga-Carelia", o Carelia finlandesa según las fronteras anteriores a la guerra de Invierno, fue en general similar a la de Carelia Oriental o Carelia rusa. Los carelianos viven, y lo hicieron aún más antes del estalinismo y la Gran Purga, también en vastas áreas al este de Finlandia, donde el folclore, el lenguaje y la folclore durante el siglo XIX estaban en el centro del interés de los finlandeses (véase Carelianismo), que representa una cultura finlandesa «más pura» que la del sur y el oeste de Finlandia, que había estado durante miles de años en más contacto con la cultura germánica y escandinava, de que el Kalevala y el modernismo o art nouveau finlandés son expresiones.
El dialecto que se habla en la región de Carelia Meridional de Finlandia es parte de los dialectos del sudeste del idioma finés. El dialecto hablado en el istmo de Carelia antes de la Segunda Guerra Mundial y la lengua ingria también forman parte de este grupo de dialectos. El idioma carelio, hablado en Carelia Oriental, está muy relacionado con el idioma finés. El dialecto que se habla en Carelia del Septentrional se considera uno de los dialectos savonianos.

## Personas notables
- Martti Ahtisaari
- Anna Easteden
- Tuomas Holopainen
- Jouni Hynynen
- Ansa Ikonen
- Aarne Juutilainen
- Eino Luukkanen
- Veijo Meri
- Masa Niemi
- Aaro Pajari
- Markku Pölönen
- Kimi Räikkönen
- Lauri Törni, nacido en Viipuri, Törni era un soldado y ganador de la Cruz de Mannerheim durante la Guerra de Continuación, quién más tarde sirvió a los ejércitos alemán y estadounidense.
- Tarja Turunen
- Riitta Uosukainen
- Tatu Vanhanen
- Ari Vatanen
- Johannes Virolainen

## Heráldica
Las armas están coronadas por una corona ducal, aunque según la tradición finlandesa esto se parece más a la corona de un conde sueco. Se supone que el simbolismo del escudo representa la forma en que Suecia y Rusia combatieron por la región durante siglos. Blasón: "Gules, en el centro del jefe una corona o sobre dos brazos de duelo, el diestro armado sosteniendo una espada y la siniestra cota de malla blindada con una cimitarra, todo de argén a excepción de los aros y la articulación del guantelete".

Escudo de la provincia histórica de Carelia
Escudo de la provincia de Carelia del Norte
Escudo de la región de Carelia del Norte (el tipo original)
Escudo de la región de Carelia Meridional